# Валпијана (Верчели)
Валпијана је насеље у Италији у округу Верчели, региону Пијемонт.
Према процени из 2011. у насељу је живело 46 становника. Насеље се налази на надморској висини од 726 м.